# Джексоновська демократія
Джексонівська демократія була політичною філософією 19-го століття в Сполучених Штатах, яка розширила виборче право на більшість білих чоловіків віком від 21 року та реструктуризувала низку федеральних установ. 
Започаткований сьомим президентом США Ендрю Джексоном та його прихильниками, він став домінуючим політичним світоглядом країни протягом цілого покоління. Сам термін активно використовувався до 1830-х років. 
Ця епоха, яку історики та політологи називають джексонівською ерою або другою партійною системою, тривала приблизно з моменту обрання Джексона президентом у 1828 році до тих пір, поки рабство не стало домінуючою проблемою після прийняття закону Канзас-Небраска в 1854 році, та політичних наслідків американської цивільної політики. 
Війна різко змінила американську політику. Вона виникла, коли тривалий час домінуюча Демократично-республіканська партія розділилася на фракції під час президентських виборів у Сполучених Штатах 1824 року. Прихильники Джексона почали формувати сучасну Демократичну партію. Його політичні суперники Джон Квінсі Адамс і Генрі Клей створили Національну республіканську партію, яка згодом об’єднається з іншими антиджексоновськими політичними групами, щоб сформувати Партію вігів.   